# Kirsten Roggenkamp
Kirsten Roggenkamp (ur. 4 września 1945) – niemiecka lekkoatletka, sprinterka. W czasie swojej kariery reprezentowała Republikę Federalną Niemiec.
Zdobyła złoty medal w sztafecie 4 × 1 okrążenie (w składzie: Renate Meyer, Erika Rost, Hannelore Trabert i Roggenkamp) na pierwszych europejskich igrzyskach halowych w 1966 w Dortmundzie.
Na mistrzostwach Europy w 1966 w Budapeszcie Roggenkamp zajęła 4. miejsce w finale biegu na 200 metrów.
Była mistrzynią RFN w biegu na 200 metrów w 1966, wicemistrzynią w 1965 i brązową medalistką w 1969. Była również mistrzynią halowych mistrzostw RFN w tej konkurencji w 1965.
Startowała w klubie SC Siemensstadt z Berlina.